# Az Európai Unió Tanácsa

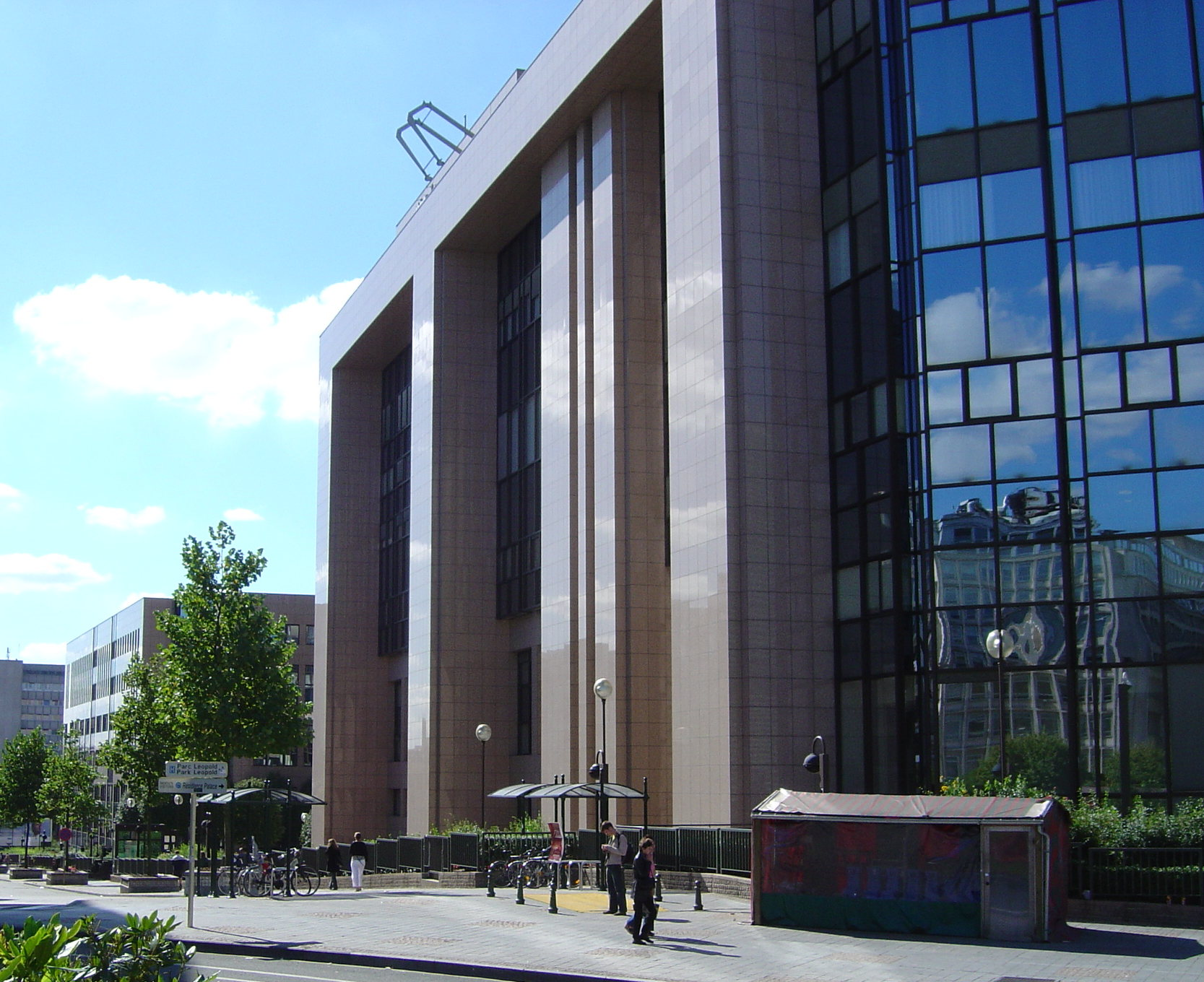
A Tanács főépülete, a Justus Lipsius Brüsszelben

Az Európai Unió Tanácsa az Európai Parlamenttel közösen alkotja az Európai Unió (EU) jogalkotó szervét. Minden tagállam kormányának az adott szakpolitikai területért felelős miniszterét tartalmazza. Az Európai Unió Tanácsát a hivatalos uniós dokumentumok helyenként Tanácsként említik és gyakran hivatkoznak rá Miniszterek Tanácsa néven (az el nem fogadott európai alkotmányban már az utóbbi néven szerepel). Székhelye Brüsszel, azonban meghatározott időközönként Luxembourgban ül össze. Informális találkozókat a soros elnökséget adó országban is tartanak.
A Tanács elnökségét rotációs rendszerben, félévente más-más ország látja el. A Tanács egyes testületeinek elnöke mindig az aktuálisan elnöklő ország szakminisztere. Kivételt képez a Külügyi Tanács (FAC), ahol az EU kül- és biztonságpolitikai főképviselője elnököl.
A Tanács főtitkára 2015. július 1-je óta Jeppe Tranholm-Mikkelsen.
Munkájukat az Állandó Képviselők Bizottsága (COREPER) és számos, tematikus munkacsoport segíti.

## Formációk
Jogilag a Tanács egy önálló személyiség, de gyakorlatilag több különböző formációban ülésezik, mindegyiknek saját működési területe van és a tagországok megfelelő miniszterei vesznek részt bennük. Jelenleg 10 ilyen testület van:
- Általános Ügyek Tanácsa (GAC): A legfontosabb testület, külügyminiszterek vesznek részt a havonta egyszer megtartott ülésein. A GAC irányítja az Európai Tanács soron következő üléseinek előkészítését.
- Külügyi Tanács (FAC): Elnöke az EU kül- és biztonságpolitikai főképviselője, nem a Tanács soros elnöki országának minisztere. Havonta egyszer ülésezik. A külügyminiszterek vesznek rész benne, illetve a témától függően az európai ügyek, a kereskedelem, a védelem, és a fejlesztési ügyek szakminiszterei. Feladata a közös kül- és biztonságpolitika, valamint a közös biztonság- és védelempolitika meghatározása.
- Gazdasági és pénzügyek Tanácsa (Ecofin, FIN): Gazdasági és pénzügyi miniszterekből áll.
- Mezőgazdaság és halászat (AGRI): Az egyik legrégebbi testület, havonta találkoznak a mezőgazdasági és halászati miniszterek valamint a mezőgazdaságért, halászatért, ételbiztonságért, állat- és közegészségügyért felelős biztosok.
- Bel- és igazságügyi tanács (JHA): Bel- és igazságügy-miniszterek alkotják.
- Foglalkoztatás-, szociálpolitikai, egészségügyi és fogyasztóvédelmi tanács (EPSCO): Foglalkoztatási, munkaügyi, szociális, egészségügyi, gazdasági miniszterek tanácskozása.
- Versenyügy: 2002 júniusában keletkezett a belső piac, az ipar és a kutatás tanácsainak összevonásával. Az európai ügyekért, iparért és tudományos kutatásért felelős miniszterek alkotják.
- Közlekedés, távközlés és energia: Szintén 2002 júniusában keletkezett 3 szerv összevonásából. Kéthavonta ülésezik.
- Környezetvédelem (ENV): Környezetvédelmi miniszterek tanácskoznak évente négyszer.
- Oktatás, ifjúság, kultúra és sport (EYCS): Oktatási, ifjúsági, kulturális és sport miniszterek alkotják, akik évente 2-4 alkalommal találkoznak.

## Szavazás
A Tanács egyhangúlag vagy minősített többséggel hozhat döntéseket. Az alkalmazott rendszer a konkrét ügytől függ: az alapító szerződések határozzák meg, milyen típusú döntésekhez milyen módszer kell. A csupán minősített döntést kívánó esetekben is kívánatos egyhangú döntésre törekedni, ha ez lehetséges.